# Hauptschule

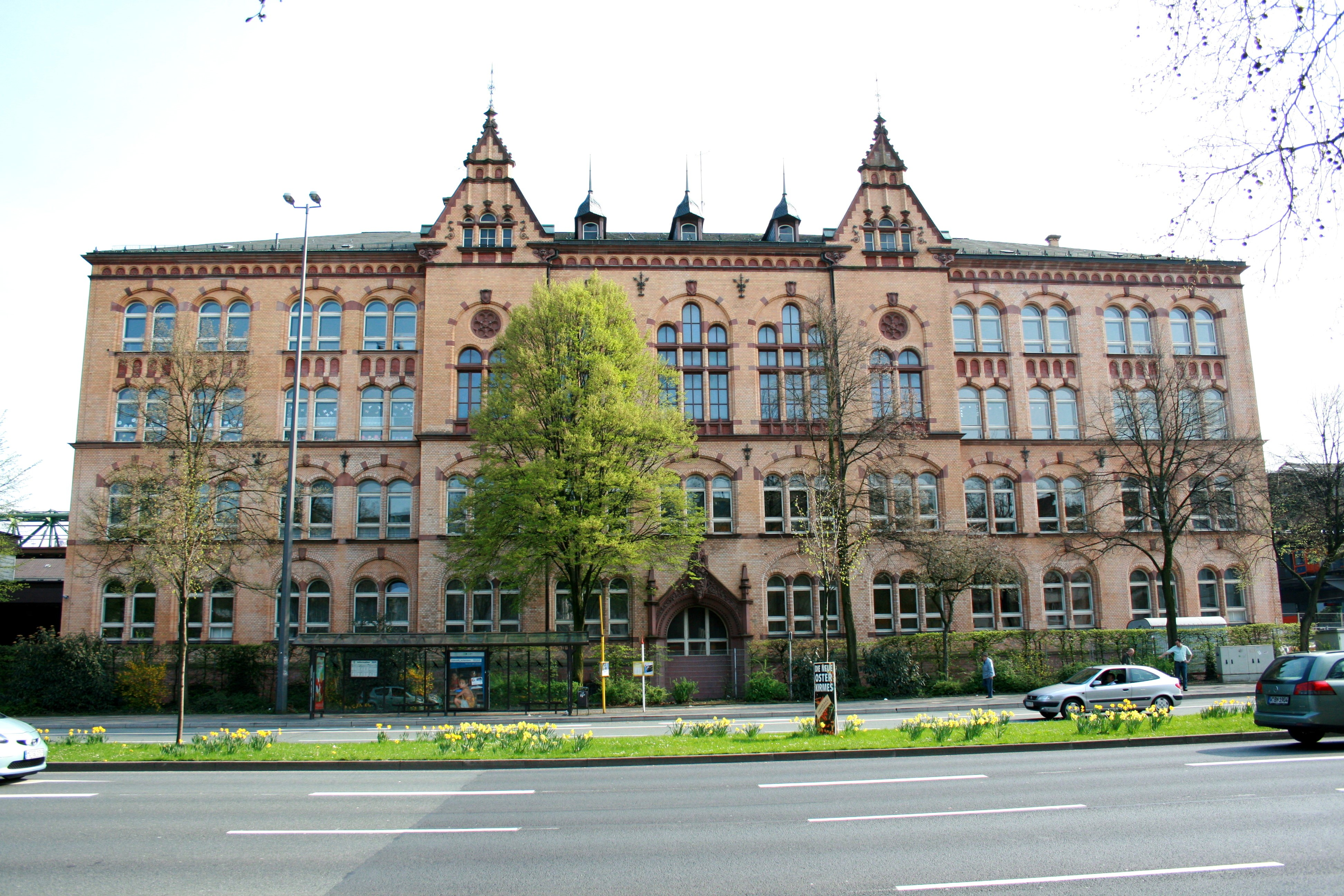
Romersk-katolsk Hauptschule i Wuppertal, fotograferad i april 2009.

Hauptschule svenska: huvudskola finns i Tyskland och Österrike, och är en form av sekundärskola.

## Tyskland
Hauptschule i Tyskland börjar efter fyra års grundskola. Där går man om man inte väljer gymnasium eller realskola, och man lär sig samma ämnen, fast i lägre takt. Alla som vill får gå i Hauptschule, och om man klarar sig bra där kan man gå i realskola eller gymnasium efteråt. Hauptschule löper från klass 5 till klass 9 (i vissa delstater numera till klass 10). Hauptschule introducerades i det dåvarande Västtyskland 1950. Det är en modern fortsättning på den gamla folkskolan, och är mer inriktad på yrkesutbildning, men man kan också exempelvis studera vidare vid en fackhögskola efter Hauptschule. Skolformen är huvudsakligen är klasslärarbaserad.
Enligt Statistisches Bundesamt fanns skolåret 2004/2005 5195 skolor med denna skolform i Tyskland (cirka 2,5 % färre än skolåret 2003/2004) med 1,8 miljoner elever (-0,7 % jämfört med skolåret 2003/2004).

### Debatt
Numera är Hauptschule många gånger känd som "problemskola" med stora sociala problem. I mars 2006 uppmärksammas skolan Rütli-Schule i Neukölln i Berlin för sina problem med våld. En debatt om att avskaffa parallellskolsystemet utlöstes.

## Österrike
Hauptschule börjar i Österrike efter folkskolans första fyra år, om man inte väljer gymnasium.

### Fotnoter
1. ↑  Morlin Schubert (7 april 2015). ”Elevuppdelning, men till vilket pris?” (på svenska). Skolvärlden. Arkiverad från originalet den 5 november 2022. https://web.archive.org/web/20221105131331/https://staging.skolvarlden.se/opinion/bloggar/morlin-schubert/elevuppdelning-men-till-vilket-pris. Läst 22 juli 2015.
2. ↑  Marc Young (5 april 2006). ”Letter From Berlin: Germany's School of Hard Knocks” (på engelska). Der Spiegel. http://www.spiegel.de/international/letter-from-berlin-germany-s-school-of-hard-knocks-a-409876.html. Läst 22 juli 2015.